# Xolmis
Xolmis és un gènere d'ocells de la família dels tirànids (Tyrannidae). Agrupa dues espècies natives d'Amèrica del Sud, on es distribueixen des del nord-est del Brasil fins al centre sud de l'Argentina.

## Descripció
Els tirànids d'aquest gènere són ocells atractius, mesurant entre 17 i 19.5 cm de longitud, de coloració característica en blanc, gris i negre que es troben en terrenys oberts o semioberts.

## Taxonomia
Alguns autors i classificacions, seguint a Dickinson (2003) (entre altres) ja incloïen la llavors Xolmis dominicanus en el gènere monotípic Heteroxolmis; altres, com Mazar Barnett & Pearman (2001) ja col·locaven a Xolmis rubetra, juntament amb Xolmis salina en el gènere Neoxolmis, a causa de les característiques morfològiques diferenciades.
Els estudis genètics recents d'Ohlson et al. (2020) i Chesser et al. (2020) van concloure que el gènere Xolmis no era monofilètic, la qual cosa va conduir a profunds canvis taxonòmics en el gènere:
- Els estudis van trobar que X. rubetra era germana de Neoxolmis rufiventris (X. salinarum no va ser estudiada, però es presumeix molt propera de rubetra), i que el parell format per ambdues és parent proper de Xolmis coronatus, formant un clade emparentat amb un altre clade format per la llavors Xolmis cinereus i Myiotheretes, i distant dels altres Xolmis "veridaders". Els autors van proposar agrupar tot el clade en un gènere ressuscitat Nengetus, el nom més antic disponible. No obstant això, el Comitè de Classificació de Sud-americà (SACC) a la Proposta No 885 de setembre de 2020, va preferir restringir Nengetus tan sols per a l'espècie tipus, Nengetus cinereus i transferir les tres espècies esmentades al llavors gènere monotípic Neoxolmis, pel fet que es crearia un grup força heterogeni, afectant l'estabilitat taxonòmica.[7]
- Pel que fa a Xolmis pyrope, que en el passat ja havia estat col·locada en un gènere propi Pyrope, els estudis van concloure que no està emparentada amb els Xolmis i van proposar retorn-lo al gènere ressuscitat Pyrope.[7]
- Pel que fa a X. dominicanus, els estudis van concloure i van confirmar que l'espècie no només no pertany a Xolmis, sinó que és parent proper d'altres especialistes de conreus càlids com Alectrurus i Gubernetes a la tribu Fluvicolini i no a la tribu Xolmiini.[7]

Els canvis descrits van ser aprovats a la Proposta no 885 al SACC.
Els amplis estudis geneticomoleculars realitzats per Tello et al. (2009) van descobrir una quantitat de relacions noves dins de la família Tyrannidae que encara no estan reflectides en la majoria de les classificacions. Seguint aquests estudis, Ohlson et al. (2013) van proposar dividir Tyrannidae en cinc famílies. Segons l'ordenament proposat, Xolmis roman a Tyrannidae, en una subfamília Fluvicolinae, en una nova tribu Xolmiini, juntament amb Lessonia, Hymenops, Knipolegus, Satrapa, Muscisaxicola, Cnemarchus, Agriornis, Neoxolmis i Myiotheretes.
El nom genèric Xolmis deriva d'un vocable d'origen incert. Probablement es refereix a l'asteca «xomotl», nom d'ocells registrat per Hernández (1651) a Mèxic, o potser es refereix a un nom guaraní no registrat.
La següent classificació no ha estat aprovada encara pel Manual dels Ocells del Món (HBW) i Bridlife International (BLI) que consideren encara que Xolmis està compost per les 8 especies tot seguit nomenades.
Segons la Classificació del Congrés Ornitològic Internacional (versió 15.1, 2025) i Clements Checklist aquest gènere està format per 2 espècies:
- Xolmis velatus - monja de carpó blanc.
- Xolmis irupero - monja blanca.

### Espècies transferides per a altres gèneres
- Transferida a Pyrope: Xolmis pyrope - monja ullvermella (Kittlitz, 1830).
- Transferida a Nengetus: Xolmis cinereus - monja gris (Vieillot, 1816).
- Transferides a Neoxolmis:
  - Xolmis coronatus - monja coronada (Vieillot, 1823).
  - Xolmis rubetra - monja castanya (Burmeister, 1860).
  - Xolmis salinarum - monja de les salines (Nores & Yzurieta, 1979).

- Transferida a Heteroxolmis: Xolmis dominicanus - monja alanegra (Vieillot, 1823).